# Zakaria Labyad
Zakaria Labyad (n. 9 martie 1993, Utrecht, Țările de Jos) este un fotbalist neerlandez care joacă pentru AFC Ajax.